# ۵۹۶ (قمری)
۵۹۶ (قمری)، پانصد و نود و ششمین سال در گاهشماری هجری قمری است. اول محرم این سال برابر با سی‌ام اکتبر سال ۱۱۹۹ میلادی است.